# パイロファイト
パイロファイト（英語：pyrophyte)とは、火に耐性、もしくは火を利用する植物群である。英語で、火の性質を持つ植物の意である。
- Passive pyrophytes とは、単に火に耐える性質である。樹皮の厚み、含水率、根に栄養を貯めて火災後に再生しやすくしているなどの性質をもつ植物群
- Active pyrophytes とは、揮発性の油を分泌することで燃えやすくする植物群である。
- Pyrophile plants とは、好火性植物の意で、火を利用して繁殖する植物のことで、森林火災後に発芽するよう種に細工などがある。

## Passive pyrophytes
樹皮の厚さ、含水率、栄養を貯めて火災後に再生する根（リグノチューバ）、水辺の背の低い植物などが火災に対して強い性質を持つ。

## Active pyrophytes
ユーカリなどは揮発性の油（テルペン）を分泌することで、燃えやすい状況を生み出す。森林火災後は、すぐに再生できるよう根に栄養を蓄え、樹皮だけが燃えるようになっているなどの火災に適応した進化を遂げている。
fire followers plants などとも呼ばれる。

## Pyrophile plants
ビブリス (植物)、ゴジアオイ、バンクシア、ブラシノキなどは、火を利用して周りの植物が燃えた後に種が発芽するようにしている種である。また、ゴジアオイは揮発性の分泌液で燃えやすくなっている。
チガヤは、よく燃えるため、発火法で最初に燃やす火口として利用される。ボルネオ島の森林火災後には、燃えた跡地をチガヤが占有する形で繁殖している。
- バンクシアは、森林火災後に発芽する性質を持つ
- チガヤの穂先
- 森林火災前と後の復活の様子

## 菌類
- ツチクラゲ - 針葉樹林の菌根菌。焚き火や山火事で発芽し、焚火の周囲から周りの針葉樹に感染を拡大させ壊死させるツチクラゲ病の流行を引き起こす。
- Geopyxis carbonaria（英語版） - 火災後の木炭を好む菌
- Ascobolus carbonarius（英語版） - 火災後に発芽する
- Peziza petersii（英語版） -火災後に発芽する
- ピロネマ属（英語版） - この属の菌は焚火や火災後に密にキノコを発生させる[2][3]。